# S'busiso Nkosi
Pas d'image ? Cliquez ici

a Compétitions nationales et continentales officielles uniquement.

b Matchs officiels uniquement.
Dernière mise à jour le 21 juillet 2025.
S'busiso Nkosi, appelé également Sbu Nkosi, né le 21 janvier 1996 à Barberton (Afrique du Sud), est un joueur de rugby à XV international sud-africain, évoluant au poste d'ailier.

## Carrière

### En club
S'busiso Nkosi commence sa carrière à l'académie des Pumas, dans sa région natale, où il joue avec l'équipe des moins de 16 ans en 2012. Il rejoint ensuite la province des Golden Lions, avec qui il dispute la Craven Week en 2013 et 2014. En 2015, il déménage à Durban et rejoint les Natal Sharks avec qui il termine sa formation.
Il fait ses débuts professionnels avec les Natal Sharks en Rugby Challenge en 2016,. L'année suivante, est retenu dans l'effectif des Sharks pour disputer la saison 2017 de Super Rugby. Il joue son premier match le 6 mai 2017 contre la Western Force,. Il s'impose alors rapidement comme un cadre de la franchise des Sharks, grâce ses qualités combinant vitesse et puissance,.
En 2022, après six saisons aux Sharks, il rejoint les Bulls, évoluant en United Rugby Championship. Le 3 décembre, son club publie un communiqué indiquant avoir déclaré sa disparition à la police en date du 17 novembre, n'ayant plus eu de contact avec le joueur depuis le 11 novembre. Deux jours plus tard, son club annonce qu'il a été retrouvé sain et sauf. N'kosi s'est réfugié chez son père, il évoque une « période difficile » dans sa carrière et dit avoir du mal à gérer la pression mentale que le rugby lui impose. À la fin de la saison, il est libéré de son contrat avec effet immédiat.
Sans contrat pendant plus de six mois, il retrouve une équipe lorsqu'il rejoint la province des Free State Cheetahs en février 2024,. Son retour est cependant de courte durée, puisqu'il est contrôlé positif aux stéroïdes anabolisants en juillet 2024, après son deuxième match joué. Il reçoit alors une suspension d'une durée de trois ans, soit jusqu'en juillet 2027.

### En équipe nationale
S'busiso Nkosi a joué avec l'équipe d'Afrique du Sud des moins de 20 ans dans le cadre du championnat du monde junior 2016
Il est sélectionné pour la première fois en équipe d'Afrique du Sud en septembre 2017 par le sélectionneur Allister Coetzee, dans le cadre du Rugby Championship,. Il ne dispute cependant aucun match cette année là.
Appelé à nouveau en juin 2018, il obtient sa première cape internationale avec les Springboks le 9 juin 2018 à l'occasion d'un test-match contre l'équipe d'Angleterre à Johannesbourg,. Il marque au passage un doublé lors de ce premier match au niveau international. Il ne dispute aucun match lors du Rugby Championship qui suit, mais il dispute ensuite trois rencontres lors de la tournée d'automne en Europe.
Il est sélectionné dans la liste des 31 joueurs annoncée par Rassie Erasmus le 26 août 2019 pour disputer la Coupe du monde 2019. Doublure de Cheslin Kolbe et Makazole Mapimpi, il dispute deux matchs lors de la phase de poule, contre la Namibie et le Canada. Il profite ensuite d'une blessure de Kolbe pour disputer la demi-finale face au pays de Galles. Il ne dispute cependant pas la finale de la compétition, que son équipe remporte, après le retour de Kolbe.

## Palmarès
- Vainqueur du Rugby Championship 2019.
- Vainqueur de la Coupe du monde en 2019.

## Statistiques
Au 5 août 2022, S'busiso Nkosi compte 16 capes en équipe d'Afrique du Sud, dont seize en tant que titulaire, depuis le 9 juin 2018 contre l'équipe d'Angleterre à Johannesbourg. Il a inscrit 45 points (9 essais). 
Il participe à deux éditions du Rugby Championship, en 2019 et 2021. Il dispute six rencontres dans cette compétition.